# 贝发集团
贝发集团（英文：Beifa Group Co.,Ltd.）是位在中華人民共和國浙江省宁波市的文具公司，成立於1994年，總裁是邱智铭，其產品包括筆、紙類產品、筆記本、文具等。
2014年，贝发集团与太原钢铁合作研發中華人民共和國國產圆珠笔头。該公司曾在2018年及2020年獲得红点设计奖、2018年獲得韩国K-Design设计奖、曾獲得台湾金點設計獎，也曾在2020年12月入选新华社民族品牌。

## 外部連結
- 贝发集团 （页面存档备份，存于）